# Mumbo (otok)
Mumbo je otok unutar Nacionalnog parka Jezero Malavi, koji se nalazi u okrugu Mangochi u središnjoj regiji, nekih 100 km istočno od glavnog grada Lilongwea. Nema stalnih naselja, ali na otoku je Mumbo Camp, ekobutik kamp (tj. ekoturistički butik hotel).

## Divlje životinje
Otok je dom orlovima Icthyophaga vocifer, varanima, afričkim beznoktim vidrama  i brojnim vrstama ciklida.

## Vanjske poveznice
|  | Zajednički poslužitelj ima još gradiva o temi Mumbo (otok) |